# Tlamovci

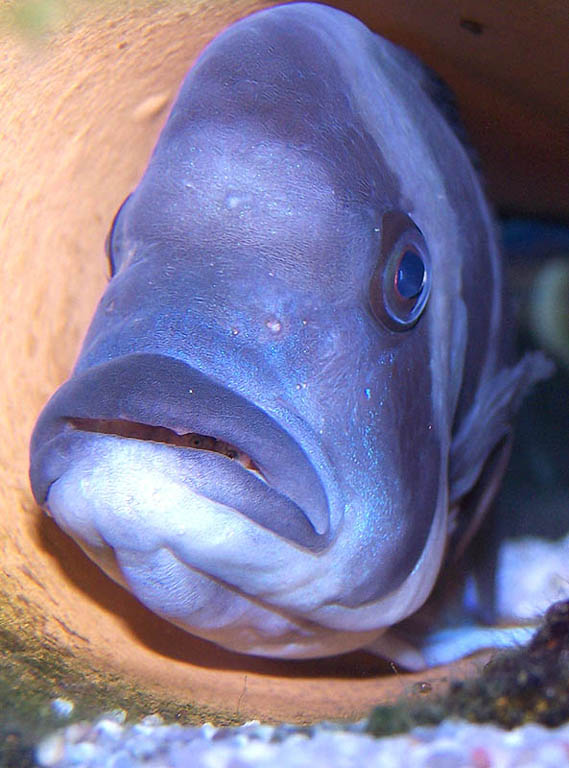
Cyphotilapia frontosa s plůdkem v tlamě

Tlamovci jsou ryby, které přechovávají a ochraňují své vyvíjející se jikry a nerozplavaný, v některých případech i rozplavaný plůdek v tlamě. Tento způsob péče o potomstvo je nejznámější v případě některých cichlid, zejména mnoha endemitů z východoafrických jezer Malawi a Tanganika. Žijí však i v řekách Afriky a dokonce i v Americe. Je však známý i u dalších skupin ryb, jako jsou některé jihoamerické cichlidy, labyrintky, ostnojazyčnaté ryby a další.
Výraz tlamovec se používá i jako české rodové jméno pro několik rodů afrických cichlid vyznačujících se tímto způsobem péče o potomstvo.

## Ryby odchovávající potomstvo v tlamě
- Apogonidae (parmovcoviti)
- Ariidae
- Bagridae
- Cichlidae (vrubozubcovití)
- Cyclopteridae
- Opistognathidae
- Osphronemidae
- Osteoglossidae